# Championnat de France amateurs de football 1949-1950
Navigation
Division nationale 1948-1949 Division nationale 1950-1951
Le championnat de France amateurs de football 1949-1950 est la 12e édition du championnat de France amateurs, organisé par la Fédération française de football.
Il s'agit de la 2e édition disputée sous forme de championnat annuel, appelé Division Nationale, qui constitue alors le premier niveau de la hiérarchie du football français amateur. 
La compétition est remportée par le Hyères FC.

## Groupe Nord
Le groupe Nord est remporté par l'US auchelloise. Les cinq derniers du groupe sont relégués dans les championnats des Ligues régionales.
| Rang | Équipe                     | Pts | J  | G  | N | P  | Bp | Bc  | GA    |
| ---- | -------------------------- | --- | -- | -- | - | -- | -- | --- | ----- |
| 1    | US auchelloise             | 35  | 24 | 15 | 5 | 4  | 53 | 27  | 1,963 |
| 2    | CA Montreuil               | 34  | 24 | 15 | 4 | 5  | 53 | 26  | 2,038 |
| 3    | US bruaysienne             | 28  | 24 | 12 | 4 | 8  | 52 | 33  | 1,576 |
| 4    | ES Bully-les-Mines         | 28  | 24 | 11 | 6 | 7  | 34 | 30  | 1,133 |
| 5    | Stade Malherbe caennais    | 27  | 24 | 12 | 3 | 9  | 64 | 44  | 1,455 |
| 6    | RC Paris                   | 27  | 24 | 11 | 5 | 8  | 47 | 33  | 1,424 |
| 7    | Stade béthunois FC         | 27  | 24 | 10 | 7 | 7  | 31 | 30  | 1,033 |
| 8    | Olympique saint-quentinois | 24  | 24 | 11 | 2 | 11 | 42 | 36  | 1,167 |
| 9    | ASF Le Perreux             | 23  | 24 | 10 | 3 | 11 | 41 | 43  | 0,953 |
| 10   | SPN Vernon                 | 22  | 24 | 10 | 2 | 12 | 53 | 41  | 1,293 |
| 11   | Stade de Reims             | 21  | 24 | 8  | 5 | 11 | 41 | 44  | 0,932 |
| 12   | US nœuxoise                | 16  | 24 | 6  | 4 | 14 | 38 | 50  | 0,760 |
| 13   | SEC Douai                  | 0   | 24 | 0  | 0 | 24 | 12 | 124 | 0,097 |

## Groupe Ouest
Le groupe Ouest est remporté par le Stade rennais UC. Les cinq derniers du groupe sont relégués dans les championnats des Ligues régionales.
| Rang | Équipe                | Pts | J  | G  | N | P  | Bp | Bc | GA    |
| ---- | --------------------- | --- | -- | -- | - | -- | -- | -- | ----- |
| 1    | Stade rennais UC      | 38  | 24 | 17 | 4 | 3  | 65 | 32 | 2,031 |
| 2    | AS Orléans            | 33  | 24 | 14 | 5 | 5  | 56 | 27 | 2,074 |
| 3    | Chamois niortais FC   | 26  | 24 | 12 | 2 | 10 | 44 | 23 | 1,913 |
| 4    | AS Angoulême          | 25  | 24 | 10 | 5 | 9  | 33 | 34 | 0,971 |
| 5    | Girondins de Bordeaux | 24  | 24 | 8  | 8 | 8  | 42 | 49 | 0,857 |
| 6    | Stade quimpérois      | 23  | 24 | 8  | 7 | 9  | 33 | 33 | 1,000 |
| 7    | FC Lorient            | 22  | 24 | 8  | 6 | 10 | 43 | 48 | 0,896 |
| 8    | SO Châtellerault      | 22  | 24 | 9  | 4 | 11 | 42 | 53 | 0,792 |
| 9    | AS Brest              | 21  | 24 | 7  | 7 | 10 | 35 | 37 | 0,946 |
| 10   | VS Chartres           | 21  | 24 | 7  | 7 | 10 | 28 | 38 | 0,737 |
| 11   | Stade montois         | 20  | 24 | 8  | 4 | 12 | 38 | 51 | 0,745 |
| 12   | AS du Centre          | 19  | 24 | 8  | 3 | 13 | 31 | 46 | 0,674 |
| 13   | US Pons               | 18  | 24 | 6  | 6 | 12 | 34 | 48 | 0,708 |

## Groupe Sud
Le groupe Sud est remporté par le Hyères Football Club. Les quatre derniers du groupe sont relégués dans les championnats des Ligues régionales.
| Rang | Équipe                 | Pts | J  | G  | N | P  | Bp | Bc | GA    |
| ---- | ---------------------- | --- | -- | -- | - | -- | -- | -- | ----- |
| 1    | Hyères FC              | 31  | 22 | 14 | 3 | 5  | 59 | 25 | 2,360 |
| 2    | AS Roanne              | 29  | 22 | 13 | 3 | 6  | 64 | 31 | 2,065 |
| 3    | FC Annecy              | 28  | 22 | 11 | 6 | 5  | 52 | 33 | 1,576 |
| 4    | SO Mazamet             | 23  | 22 | 10 | 3 | 9  | 42 | 42 | 1,000 |
| 5    | Stade raphaëlois       | 23  | 21 | 11 | 1 | 9  | 40 | 38 | 1,053 |
| 6    | US Labastide-Rouairoux | 22  | 22 | 11 | 0 | 11 | 40 | 46 | 0,870 |
| 7    | RC Vichy               | 21  | 22 | 9  | 3 | 10 | 46 | 44 | 1,045 |
| 8    | FC Scionzier           | 20  | 22 | 10 | 0 | 12 | 34 | 48 | 0,708 |
| 9    | CA Le Puy              | 21  | 21 | 9  | 3 | 9  | 42 | 43 | 0,977 |
| 10   | US Revel               | 18  | 22 | 8  | 2 | 12 | 39 | 56 | 0,696 |
| 11   | Stade riomois          | 16  | 22 | 5  | 6 | 11 | 35 | 43 | 0,814 |
| 12   | Olympique Florensac    | 10  | 22 | 4  | 2 | 16 | 22 | 66 | 0,333 |

## Groupe Est
Le groupe Est est remporté par le CS thillotin. Les cinq derniers du groupe sont relégués dans les championnats des Ligues régionales.
| Rang | Équipe                     | Pts | J  | G  | N  | P  | Bp | Bc | GA    |
| ---- | -------------------------- | --- | -- | -- | -- | -- | -- | -- | ----- |
| 1    | CS thillotin               | 36  | 24 | 17 | 2  | 5  | 55 | 20 | 2,750 |
| 2    | SA Épinal                  | 30  | 24 | 11 | 8  | 5  | 49 | 28 | 1,750 |
| 3    | FC Mulhouse                | 27  | 24 | 12 | 3  | 9  | 40 | 31 | 1,290 |
| 4    | RS Petite Rosselle         | 27  | 24 | 11 | 5  | 8  | 62 | 55 | 1,127 |
| 5    | AS Saint-Dizier            | 26  | 24 | 10 | 6  | 8  | 27 | 27 | 1,000 |
| 6    | SO Merlebach               | 24  | 24 | 10 | 4  | 10 | 42 | 35 | 1,200 |
| 7    | FC Gueugnon                | 23  | 24 | 10 | 3  | 11 | 40 | 44 | 0,909 |
| 8    | US Blanzy-Montceau         | 23  | 24 | 6  | 11 | 7  | 27 | 37 | 0,730 |
| 9    | FC Dole                    | 22  | 24 | 8  | 6  | 10 | 39 | 43 | 0,907 |
| 10   | RC Strasbourg              | 20  | 24 | 7  | 6  | 11 | 37 | 43 | 0,860 |
| 11   | FC Saint-Louis             | 20  | 24 | 9  | 2  | 13 | 30 | 52 | 0,577 |
| 12   | SR Colmar                  | 19  | 24 | 7  | 5  | 12 | 27 | 43 | 0,628 |
| 13   | AS patrononale belfortaine | 15  | 24 | 6  | 3  | 15 | 27 | 44 | 0,614 |

## Phase finale
La phase finale oppose les vainqueurs de chaque groupe sous forme d'une poule unique.
| Rang | Équipe           | Pts | J | G | N | P | Bp | Bc | GA    |  | Résultats (▼ dom., ► ext.) | HFC | USA | SRUC | CST |
| ---- | ---------------- | --- | - | - | - | - | -- | -- | ----- |  | -------------------------- | --- | --- | ---- | --- |
| 1    | Hyères FC        | 8   | 6 | 4 | 0 | 2 | 14 | 5  | 2,800 |  | Hyères FC                  |     | 3-1 | 4-1  | 5-0 |
| 2    | US auchelloise   | 8   | 6 | 4 | 0 | 2 | 11 | 5  | 2,200 |  | US auchelloise             | 0-1 |     | 6-0  | 1-0 |
| 3    | Stade rennais UC | 4   | 6 | 2 | 0 | 4 | 8  | 16 | 0,500 |  | Stade rennais UC           | 2-1 | 1-2 |      | 3-0 |
| 4    | CS thillotin     | 4   | 6 | 2 | 0 | 4 | 4  | 11 | 0,364 |  | CS thillotin               | 1-0 | 0-1 | 3-1  |     |